# Onitis singhalensis
Onitis singhalensis es una especie de escarabajo del género Onitis, familia Scarabaeidae. Fue descrita científicamente por Lansberge en 1875.
Se distribuye por la región Oriental. Habita en India (Karnataka, Rayastán, Tamil Nadu, Kerala), Birmania y Pakistán.